# Urbán András
Urbán András (Zenta, 1970. október 4. –) Jászai Mari-díjas vajdasági magyar rendező, író, színházigazgató.

## Életpályája
1970-ben született a vajdasági Zentán, ahol általános és középiskolai tanulmányait végezte. Alapító tagja volt az AIOWA alkotócsoportnak. 1990-től az Újvidéki Művészeti Akadémia rendező szakán tanult tovább, tanulmányait azonban felfüggesztette és eltávolodott a színháztól. Később folytatta tanulmányait és 2000-ben diplomát szerzett. A szabadkai Kosztolányi Dezső Színházban kezdett rendezni, majd 2006-tól 2023-ig az intézmény igazgatója volt.
Gyermekei Urbán Péter Mihály és Urbán Anna.

## Művei
- Hajnali partizán. Prózák, dráma; zEtna–Képes Ifjúság, Zenta–Novi Sad, 2002 (Vulkáni Helikon)

## Díjak, kitüntetések
- Jászai Mari-díj (2009)
- Párhuzamos Kultúráért díj (2010)
- Joakim Vujic-díj (2014)[8]
- Hevesi Sándor-díj (2015)